# Портнов, Анатолий Александрович
Анато́лий Алекса́ндрович Портно́в (16 декабря 1914 — 5 декабря 2006) — советский и российский психиатр и нарколог, наиболее известный как один из основателей советской наркологии, что ввёл понятие «Синдром изменённой реактивности», разработал классификацию алкоголизма; также исследовал экзогенные психозы, занимался аспектами психиатрии в военной медицине, ввёл в советскую психиатрию понятие синдромотаксиса и осёвых синдромов при шизофрении, вёл преподавательскую и публицистическую деятельность.

## Биография

### Рождение, ранние годы
А. А. Портнов родился в 1914 в городе Красный Холм, Тверская область. С детства он был способным учеником и отлично окончил школу.

### Становление
Окончил 2-й Ленинградский медицинский институт и аспирантуру там же. С первых лет учения в институте заинтересовался психиатрией. Во время учёбы в институте Анатолий Портнов исследовал психические расстройства при диэнцефальном синдроме (см. Гипоталамический синдром), за что получил первую премию на конкурсе работ молодых учёных.

### Расцвет, зрелые годы
После окончания 2-го ЛМИ А. А. Портнов уехал в Горький, где стал ассистентом кафедры психиатрии Горьковского медицинского института.
Участник Великой Отечественной войны. Он возглавил психиатрическое отделение армейского и фронтового госпиталя, принял участие в создании отдельных психиатрических госпиталей. Главный психиатр 5-й армии. В этой должности часто был на поле боя, во время одного из сражений был контужен. Награждён двумя орденами Красной Звезды и боевыми медалями. В 1946 вернулся обратно в Горький. На основе клинического опыта, полученного во время работы военным психиатром, опубликовал несколько научных работ, посвященных психическим расстройствам во время войны.
1949—1950 — главный врач клинической психиатрической больницы № 1 г. Горького. В это время А. А. Портнов работал над патогенезом интоксикаций, в том числе и профессиональных. Учёный занимался психозами при отравлении тетраэтилсвинцом, где показал прогноз в зависимости от темпа и силы экзогенного влияния. При этом образуются синдромы: 1. Астения; 2. Делирий; 3. Аменция. Эти исследования получили признание как в нашей стране, так и за рубежом.
В 1950 году в газете «Медицинский работник» была опубликована статья А. А. Портнова, в которой он клеймил приверженцев, по его выражению, «грубо механистической, метафизической доктрины „мозговой патологии“» — М. О. Гуревича, Р. Я. Голант, А. С. Шмарьяна, П. Б. Посвянского, М. А. Гольденберга и других учёных. Портнов назвал их взгляды реакционными, «антипавловскими», «заимствованными из арсенала буржуазной реакционной науки». Ю. С. Савенко (публикация в «Независимом психиатрическом журнале», 1996 год) отметил, что статья А. А. Портнова является «ярким документом эпохи» и что после публикации этой статьи бывший аспирант Р. Я. Голант и ассистент М. А. Гольденберга Портнов занял руководящий пост в Москве. 
В 1950 Анатолий Александрович Портнов становится Главным психиатром Минздрава СССР и переезжает в Москву. В это время он активно работал над восстановлением психиатрической службы в стране, разрушенной войной. В то же время Анатолий Портнов преподаёт на кафедре психиатрии в 1-м Московском Ордена Ленина медицинским институтом.
Должности с 1953 по 1962: научный сотрудник, учёный секретарь и заместитель директора по научной работе Института психиатрии Минздрава СССР. В 1957 А. А. Портнов защитил кандидатскую диссертацию «Материалы к проблеме специфичности экзогенных психозов», в 1961 — докторскую: «Особенности развития и течения алкоголизма».
В 1963—1969 годах возглавляет кафедру психиатрии Военно-медицинской академии им. С. М. Кирова в Ленинграде.
В 1969—1980 годах — директор Московского научно-исследовательского института психиатрии. В институте А. А. Портнов был организатором специального отделения по изучению проблем общей психопатологии.
В 1980 Анатолий Александрович Портнов основал в Московском медицинском стоматологическом институте им. Н. А. Семашко кафедру психиатрии и наркологии на факультете повышения квалификации врачей. На ней он проработал в должности её руководителя до выхода на пенсию.

### Увлечения
С 14 лет А. А. Портнов занимался журналистско-публицистической деятельностью, будучи корреспондентом. Во время аспирантуры он вел колонку театральной критики в «Смене», во время работы в Минздраве возглавлял отдел науки в «Медицинской газете».

## Достижения

### Работа во время Великой Отечественной войны
В период Великой Отечественной войны Анатолий Александрович Портнов продолжает заниматься научной работой, разрабатывая проблемы психических нарушений при закрытых ЧМТ, диагностики постконтузионных состояний, изучал роль экстрацеребральных ранений в возникновении бредовых психозов и соматических заболеваний в развитии острых реактивных параноидов военного времени.

### Работа в Военно-медицинской академии им. С. М. Кирова
В 1963—1969 А. А. Портнов вместе с кафедрой психиатрии исследует психопатологию напряжения, в том числе, страха, паники и помрачения сознания. Также он исследует вопросы военной токсикологии и радиологии, в том числе массового влияния галлюциногенов и военной гигиены, в том числе психопатологии адаптации в разных широтах и психопатологию автономного плавания на военном флоте.

### Алкоголизм
Анатолий Александрович Портнов известен своими работами по наркологии, написав наиболее значимые труды по теме алкоголизма. Он первый ввёл понятие: «Синдром изменённой реактивности». Вместе с И. Н. Пятницкой он разработал классификацию алкоголизма.

### Другие работы
Ранняя работа А. А. Портнова — «Острый тетраэтиловый психоз» (1956). В 1950-х он исследовал шизофрению, а именно — ввёл в советскую психиатрию понятие синдромотаксиса и осёвых синдромов. Написал «Учебник психиатрии», выдержавший 5 изданий и руководство для врачей «Общая психопатология».

## Список произведений
1. Портнов А. А. Острый тетраэтиловый психоз. — 1956.
2. Портнов А. А. Особенности развития и течения алкоголизма. — 1961.
3. Портнов А. А. Особенности развития и течения алкоголизма. — 1961.
4. Портнов А. А. Алкоголизм. — 1962.
5. Портнов А. А., Федотов Д. Д. Психиатрия: учебное пособие. — 2-е изд., перераб. и доп. — 1965. — 278 с. (всего 5 переизданий с 1960 года)
6. Шахнович М. И., Портнов А. А. Психозы и религия. — Л.: Медицина, 1967. — 96 с. — 100 000 экз.
7. Портнов А. А., Пятницкая И. Н. Клиника алкоголизма. — Л.: Медицина, 1971. — 370 с.
8. Портнов А. А., Пятницкая И. Н. Клиника алкоголизма. — Л.: Медицина, 1973. — 392 с. — 10 000 экз.
9. Портнов А. А. Общая психопатология. — М.: Медицина, 200. — 357 с. — ISBN 5-225-04302-X.